# Kämppäsaari (ö i Norra Karelen, Pielisen Karjala)
Kämppäsaari är en ö i Finland. Den ligger i sjön Neitijärvi och i kommunen Lieksa i den ekonomiska regionen  Pielinen-Karelen  och landskapet Norra Karelen, i den östra delen av landet, 500 km nordost om huvudstaden Helsingfors. Öns area är 0,1 hektar och dess största längd är 80 meter i sydöst-nordvästlig riktning.